# Johann Gottfried Scheibel
Johann Gottfried Scheibel (ur. 16 września 1783 we Wrocławiu, zm. 21 marca 1843 w Norymberdze) – duchowny ewangelicki i proboszcz parafii przy kościele św. Elżbiety we Wrocławiu, profesor teologii Uniwersytetu Wrocławskiego, ideowy przywódca staroluteranizmu.

## Życiorys
Johann Gottfried Scheibel pochodził z Wrocławia. W latach 1801–1804 studiował teologię na uniwersytecie w Halle. Od 1808 roku był duchownym luterańskim we Wrocławiu, a od 1818 roku wykładowcą teologii na uniwersytecie we Wrocławiu.
Od 1817 roku stał się krytykiem unii kościelnej wyznania ewangelicko-augsburskiego i ewangelicko-reformowanego w Prusach ze względu na inne podejście luteran i kalwinistów do kwestii Eucharystii.
W 1830 roku odrzucił agendę kościelną króla Fryderyka Wilhelma III Hohenzollerna wprowadzającą zmiany doktrynalne w Pruskim Kościele Unijnym. Za nieposłuszeństwo został suspendowany i udał się na emigrację do Saksonii, a następnie do Bawarii. Pozostał jednak głównym liderem pruskiego staroluteranizmu, który w 1841 roku ukonstytuował się jako Kościół Ewangelicko-Luterański w Prusach.